# Alianza Encuentro Nacional
La Alianza Encuentro Nacional fue una coalición política paraguaya fundada con el objetivo de presentar listas únicas de candidatos al Senado y la Cámara de Diputados en las elecciones generales del 2023. La alianza fue parte de la Concertación Nacional y estuvo conformada por el Partido Encuentro Nacional, el Partido Hagamos y el Movimiento Despertar.

## Conformación
| Partido | Partido                    | Ideología        | Líder           |
| ------- | -------------------------- | ---------------- | --------------- |
|         | Partido Encuentro Nacional | Socialdemocracia | Kattya González |
|         | Partido Político Hagamos   | Centrismo        | Patrick Kemper  |
|         | Movimiento Despertar       | Liberalismo      | Soledad Núñez   |